# Монтегю (острів, Аляска)

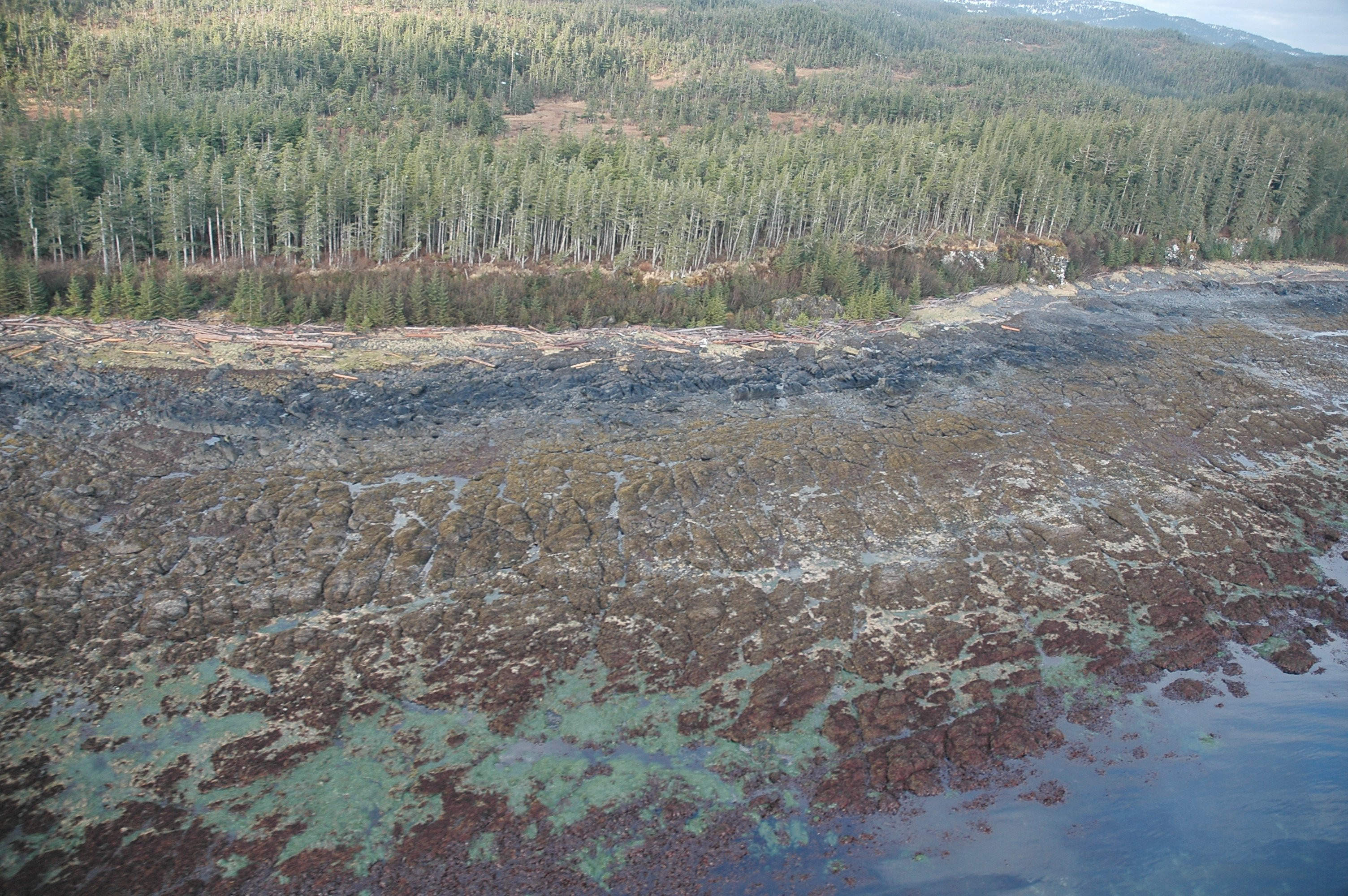
Аерофотознімок, який показує особливості ерозії окремості порід на березі острова Монтегю, з великими припливними басейнами, що видно на нижній межі відливу (16 листопада 2010 р.)

Острів Монтегю (Sugpiaq: Suklluurniilnguq ) знаходиться у затоці Аляска біля входу в затоку Принца Вільяма, Аляска. Площа острова становить 790,88 км2, що робить його 26-м за величиною островом у Сполучених Штатах. Острів був названий капітаном Джеймсом Куком на честь Джона Монтегю, 4-го графа Сендвіча, одного з його найбільших прихильників.
Станом на 2000 відповідно до перепису острів Монтегю не мав постійного населення, а отже він є найбільшим незаселеним островом у Сполучених Штатах на той час.  У 2010 році була залишена станція берегової охорони США на острові Атту на Алеутських островах, який на 892,8 км2 більший за острів Монтегю, тому Атту посунув останній у переліку незаселенних островів.
Острів Монтегю добре відомий у Сьюарді на Алясці своїм можливостям для спортивного рибальства, і його називають «Країною гігантів». 
За даними Центру вивчення узбережжя Аляски в травні 2012 року, прибережна екологія острова постраждала від «безпрецедентної кількості океанського сміття», яке переноситься вітром і течіями  з Японії (наслідки цунамі у березні 2011 року).  Масштабне очищення розпочалося 22 травня 2012 року за підтримки The Marine Conservation Alliance Foundation.

## Популярна культура
- Розділи Чарльза Олександра Шелдона «Острів Монтегю» та «Полювання на великого ведмедя» в "Пустелі островів північно-західного тихоокеанського узбережжя"
- Розділ У. Дугласа Бердена «Це була пригода» в його «Погляді на дику природу ». [3]

## зовнішні посилання
- Центр вивчення узбережжя Аляски
- Фонд Альянсу охорони моря
- Хранитель затоки Аляска